# Palabras con amigos

Un juego de palabras con amigos.

Palabras con amigos (en inglés, Words with Friends) es un juego de palabras multijugador para computadora desarrollado por Newtoy. En este juego, los participantes se turnan para construir palabras en un estilo similar al de un crucigrama, de manera que se asemeja al clásico juego de mesa Scrabble. Aunque las reglas de ambos juegos son parecidas, es importante destacar que Words with Friends no guarda ninguna asociación con la marca Scrabble. Una de las características interesantes del juego es que los jugadores pueden tener hasta 40 partidas en curso al mismo tiempo, gracias a las notificaciones automáticas que les informan cuando es su turno. Además, los jugadores pueden buscar amigos por su nombre de usuario o conectarse a través de Facebook, o simplemente se les asignará un oponente al azar mediante "Smart Match". Asimismo, existe la opción de encontrar posibles oponentes utilizando Community Match.
Lanzado en julio de 2009, Words with Friends está disponible para jugar en múltiples plataformas, incluyendo dispositivos que utilizan los sistemas operativos Android, Windows Phone e iOS (iPad, iPhone, iPod Touch). El juego también se encuentra disponible en Facebook, Kindle Fire y Nook Tablet. Además, cuenta con una función de chat integrada que permite a los jugadores intercambiar mensajes entre ellos. Durante el período entre 2010 y 2011, Words with Friends fue uno de los juegos mejor valorados en la tienda de aplicaciones de iOS. Estaba disponible en dos versiones: una gratuita con publicidad y una versión de pago que eliminaba los "anuncios de terceros entre turnos". En mayo de 2017, Words with Friends se convirtió en el juego móvil más popular en los Estados Unidos.Posteriormente, se lanzó una secuela del juego, Words with Friends 2, en septiembre de 2017.

## Cómo se juega

Un juego de Palabras con amigos para iPhone en progreso. El oponente acaba de jugar FIE, formando también la palabra QI, con una puntuación de 17 puntos.

Las reglas del juego son esencialmente las mismas que las del Scrabble para dos jugadores, con algunas diferencias notables, como la disposición de los cuadrados de bonificación y la distribución y los valores de puntos de algunas de las letras (consulte la Distribución de letras y los valores de puntos en el Scrabble). Al inicio, los jugadores reciben siete fichas de letras seleccionadas al azar, que se reponen hasta que se hayan usado todas las 104 fichas disponibles en el juego. En su turno, los jugadores pueden optar por formar palabras en el tablero o, en lugar de jugar una palabra, también tienen la opción de intercambiar fichas con las que no han sido utilizadas o simplemente pasar su turno. Las palabras pueden ser colocadas tanto de forma vertical como horizontal en el tablero. El objetivo principal del jugador es acumular la mayor cantidad de puntos posible a través de la formación de palabras.
En el juego, cuando una letra se coloca en un cuadrado DL (Duplicar Letra) o TL (Triplicar Letra), su valor se duplica o triplica, respectivamente, en todas las palabras formadas con esa letra. De manera similar, los cuadrados DW (Duplicar Palabra) y TW (Triplicar Palabra) duplican o triplican el valor de las nuevas palabras que utilizan esos cuadrados. Es importante señalar que si un jugador utiliza las siete fichas en una sola jugada, lo que se conoce como un "bingo" en Scrabble, se le otorgan 35 puntos de bonificación, en contraste con los 50 puntos de bonificación en Scrabble.
La disposición diferente de los cuadrados de bonificación en Words with Friends puede dar lugar a situaciones de puntuación que serían raras o incluso imposibles en una partida típica de Scrabble. Por ejemplo, es factible colocar una nueva palabra que cubra simultáneamente un cuadrado de triple letra (TL) y un cuadrado de triple palabra (TW), o también una palabra que abarque un cuadrado de doble palabra (DW) y un cuadrado de triple palabra (TW). Estas situaciones son poco comunes o prácticamente imposibles de lograr en una partida de Scrabble estándar.
El juego en Words with Friends finaliza en las siguientes condiciones:
1. Cuando un jugador utiliza todas las fichas de su estante y no quedan fichas para robar.
2. Si se realizan tres movimientos consecutivos sin anotar puntos, lo que significa que los jugadores han pasado o intercambiado fichas en tres turnos consecutivos, a menos que la puntuación sea cero-cero.[7]
3. Tras jugar la última ficha, el jugador contrario perderá todos los puntos equivalentes a la cantidad de fichas restantes en su soporte. Estos puntos se otorgarán al jugador que jugó la última ficha.
4. Al finalizar el juego, el jugador con la puntuación más alta se declara como el ganador.

Existen varias versiones de Words With Friends, y en todas ellas, los jugadores tienen varias opciones durante su turno. Pueden renunciar a su turno utilizando la función "renunciar", pasar su turno con la función "pasar", intercambiar una o más fichas y perder el turno actual mediante la función "intercambiar", o verificar qué fichas quedan en la bolsa de fichas con la función "bolsa de azulejos". Una característica adicional del juego es la función "fuerza de la palabra", que se puede activar o desactivar. Esta función permite a los jugadores evaluar la fortaleza de la palabra que han colocado en relación con todas las demás combinaciones de palabras disponibles en el tablero actual. En 2016, Zynga eliminó temporalmente una función llamada "retrospectiva", que permitía a un jugador pagar para ver cuáles eran los movimientos con mayor puntuación en el tablero después de realizar una jugada. Sin embargo, posteriormente, esta función fue reintroducida en el juego.
Además de la función "en retrospectiva", el juego ofrece otros potenciadores conocidos como "intercambio+", "radar de palabras" y "pista de palabras", que pueden ayudar a los jugadores a mejorar su rendimiento y encontrar movimientos estratégicos.
Words with Friends acepta un total de aproximadamente 173,000 palabras en el juego. La lista de palabras utilizadas en el juego se basa principalmente en el Léxico de Referencia Mejorado de América del Norte (ENABLE), que es una lista de palabras utilizada en juegos de palabras como Scrabble y otros juegos similares. Además de las palabras de ENABLE, los desarrolladores de Words with Friends han realizado algunas adiciones a la lista de palabras para adaptar el juego a su audiencia y brindar una experiencia de juego única. Estas adiciones pueden incluir palabras de uso común que no estén presentes en el diccionario de ENABLE, así como términos específicos que se han vuelto populares entre los jugadores de Words with Friends.

## Oponente aleatorio y funciones de chat.
Desde su lanzamiento, Words with Friends ha sido responsable de muchas relaciones románticas que han surgido a través de la función de oponente aleatorio y chat del juego. Un ejemplo destacado es el de Megan Lawless, de Chicago, quien comenzó una partida con un oponente aleatorio llamado Jasper Jasperse, que vivía en Holanda. A través de la función de chat del juego, Megan y Jasper establecieron una conexión que más tarde los llevó a conocerse mejor y, finalmente, a casarse en julio de 2011. Esta historia es un ejemplo de cómo los juegos en línea pueden conectar a personas de diferentes partes del mundo y dar lugar a relaciones significativas.
Es emocionante escuchar sobre más parejas que se conocieron a través de la función de oponente aleatorio en Words with Friends. Además de Megan Lawless y Jasper Jasperse, Trish y David Palmer de Dacula, Georgia, encontraron el amor y se casaron en noviembre de 2011. Del mismo modo, Stephen Monahan y Britney Hilbun de Texas se conocieron a través del juego y se comprometieron para casarse en diciembre de 2011. Estas historias destacan cómo los juegos en línea pueden no solo proporcionar entretenimiento, sino también crear conexiones personales significativas y duraderas.
La historia que mencionas sobre una jugadora estadounidense de Words with Friends que se comunicó a través de la función de chat del juego para discutir los síntomas médicos del esposo de su oponente australiana es realmente notable. La jugadora estadounidense transmitió estos síntomas a su propio esposo, quien resultó ser médico y le aconsejó a la pareja australiana buscar atención médica de inmediato. Como resultado de esta comunicación a través del juego, el esposo de la oponente australiana fue diagnosticado con un bloqueo del 99% cerca de su corazón, lo que requería atención médica urgente. Este caso se convirtió en un ejemplo de cómo las conexiones en línea a través de los juegos pueden tener un impacto significativo en la vida de las personas. Además, en un episodio de 2012 del programa de televisión estadounidense "The Doctors", las parejas se conocieron en persona por primera vez, lo que resalta cómo las relaciones en línea pueden trascender el mundo virtual y tener un impacto real en la salud y la vida de las personas.

## El juego de mesa
En 2012, Zynga en colaboración con Hasbro, lanzó varias versiones físicas de juegos de mesa basados en Words with Friends bajo la marca "Hasbro Gaming". Estas ediciones incluyeron una versión estándar, una edición "Luxe" que presentaba un tablero de juego con fichas giratorias (similar a las ediciones de lujo de Scrabble) y una edición de viaje "To Go". Estas versiones físicas permitieron a los fanáticos de Words with Friends disfrutar del juego en un formato de mesa tradicional y llevarlo consigo mientras viajaban. La colaboración entre Zynga y Hasbro brindó a los jugadores más formas de disfrutar de la experiencia de Words with Friends tanto en línea como fuera de línea.
Es interesante saber que Zynga ha ampliado su presencia en el mundo de los juegos de mesa mediante el lanzamiento de versiones físicas de juegos populares de su biblioteca de juegos. Además de Words with Friends, Zynga también ha lanzado versiones físicas de juegos como Draw Something, una edición de Monopoly basada en CityVille y varios juegos para niños inspirados en FarmVille. Esta estrategia permite a los fanáticos de estos juegos disfrutar de ellos tanto en línea como fuera de línea, y amplía la presencia de Zynga en el mercado de los juegos de mesa. Es una forma interesante de llevar la diversión de los juegos digitales al mundo físico.

## Problemas de privacidad
En octubre de 2019, se informó que un ataque cibernético a Zynga, el desarrollador de juegos sociales, había comprometido información de 218 millones de cuentas de Words with Friends. Los datos a los que se accedió incluían nombres de jugadores, direcciones de correo electrónico, ID de inicio de sesión, contraseñas encriptadas, tokens de restablecimiento de contraseña, números de teléfono, ID de Facebook e ID de cuenta de Zynga. Este incidente puso de manifiesto la importancia de la seguridad en línea y la necesidad de proteger los datos personales en entornos de juegos en línea y aplicaciones.